# لولو (خواننده)
لولو (انگلیسی: Lulu؛ زاده ۳ نوامبر ۱۹۴۸) یک موسیقی‌دان اهل بریتانیا (اسکاتلند) است. وی از سال ۱۹۶۴ میلادی تاکنون مشغول فعالیت بوده‌است.
او در سال ۱۹۶۹ در مسابقه یوروویژن شرکت کرد و به‌طور مشترک برنده شد.